# Arkagyij Dmitrijevics Svecov
Arkagyij Dmitrijevics Svecov (oroszul: Аркадий Дмитриевич Швецов; Nyizsnyije Szergi, 1892. január 25. – Moszkva, 1953. március 19.) orosz nemzetiségű szovjet gépészmérnök, repülőgépmotor-tervező. Nevéhez – a típusváltozatokat nem számítva – 15 féle csillagmotor és egy kísérleti gázturbinás sugárhajtómű tervezése fűződik.

## Élete
A cári Oroszország Permi kormányzóságának Krasznoufimszki járásában található Nyizsnyije Szergi településen született egy tanító családjában. 1909-ben fejezte be a permi középfokú reáliskolát. A Moszkvai Műszaki Főiskolán (ma: Bauman Műszaki Egyetem) kezdett el tanulni, de anyagi okok miatt félbe kellett szakítania tanulmányait. Az első világháború idején a „Dimano” üzemben lakatosként dolgozott. A háború után, már a szovjet rendszerben folytathatta megkezdett tanulmányait, amelyeket 1921-ben fejezett be.

## Munkássága
1922-ben megbízták a „Motor” gépgyár tervezőirodájának vezetésével. 1925–1926 között megtervezte az öthengeres M–11 csillagmotort, amely az első sorozatban gyártott szovjet éghűtéses motor volt. Az U–2 (később Po–2), AIR–6 és UT–2 repülőgépeken alkalmazták, és 1940-ig több mint 20 ezer darab készült belőle.
Svecov 1930 és 1933 között tanulmányutat tett az Egyesült Államokban, ahol a repülőgépmotor-gyártást tanulmányozta. A Szovjetunióba való visszatérését követően, 1934-ben az SZK(b)P XV. kongresszusán direktívája alapján Permben felépített  19. sz. motorgyár (GAZ–19) műszaki igazgatójává és konstruktőrévé nevezték ki. Még 1933-ban elkezdett dolgozni a Szovjetunióban licenc alapján M–25 típusnéven gyártott kilenc hengeres Wright R–1820–F3 Cyclone csillagmotor továbbfejlesztésén. Ennek a fejlesztőmunkának lett az eredménye az M–62 csillagmotor, amelyet 1941 után AS–62 típusnévvel gyártottak. 1938-ra készült el ennek nagyobb teljesítményű változata, az AS–63 motor.
1939-ben a 19. sz. gépgyár tervezőirodája kivált a gyárból, és önállóan, OKB–19 tervezőirodaként működött tovább Svecov vezetése alatt. 1940 tavaszán rövid tanulmányutat tett Németországban, ahol motorgyárakat látogatott meg. 1940-ben kezdődött az M–62 továbbfejlesztésével kialakított M–82, később AS–82 csillagmotor gyártása, amelyet a Tu–2 és Pe–8 bombázón, a LaGG–3, La–5 és La–7 vadászrepülőgépeken alkalmaztak a második világháború idején, majd később több típusba, így például a Jak–11 gyakorló repülőgépbe, a Jak–24 és Mi–4 helikopterekbe, valamint az Il–12 és Il–14 utasszállító repülőgépekbe is beépítették.
Még a háború utolsó éveiben kísérleteket folytatott egy 28 hengeres, négykoszorús, 3355 kW-os (4500 Le) teljesítményre tervezett csillagmotorral. A II. világháborút követően rohamtempóban kellett kifejlesztenie a B–29 lemásolásával a Szovjetunióban gyártott Tu–4 bombázóhoz szánt 18 hengeres AS–73 csillagmotorokat.
1947-ben Svecovot az OKB–19 főkonstruktőrének nevezték ki. Még ugyanabban az évben az OKB–19 tervezőiroda is foglalkozni kezdett a gázturbinás hajtóművekkel. Az iroda kifejlesztette az AS–RD100 típusú gázturbinás sugárhajtóművet, amelyből 3 db prototípust építettek és számos tesztet végeztek velük. A dugattyús motorok iránt mutatkozó igény miatta azonban az OKB–19-nek továbbra is a csillagmotorokra kellett koncentrálnia, ezért az AS–RD100 fejlesztését felfüggesztették.
Az 1940-es évek végén Svecov visszatért a 28 hengeres négykoszorús csillagmotor terveihez. Az AS–2TK és AS–2K motorokat a tervezett Tu–85 stratégiai bombázóhoz szánták. Ezek a motorok voltak Svecov utolsó munkái. 1952-ig néhány kísérleti példány készült belőlük.

## Halála
1953. március 19-én hunyt el. Sírja a Novogyevicsi temetőben található. A permi repülési szakközépiskola és a város egyik utcája viseli a nevét. Az OKB–19 tervezőiroda vezetését Svecov halála után Pavel Szolovjov vette át.